# Ngươi đã bị bắt (phim truyền hình)
Chạy đâu cho thoát (tiếng Hàn: 너희들은 포위됐다; Romaja: Neoheedeuleun Powidwaetda) là bộ phim truyền hình hành động, hài, lãng mạn sản xuất năm 2014 bởi đài truyền hình SBS với sự tham gia diễn xuất của Lee Seung-gi, Cha Seung-won và Ara. Bộ phim dài 20 tập, lên sóng thứ Tư và thứ Năm hàng tuần kể từ ngày 7 tháng 5 năm 2014 tại Hàn Quốc.

## Cốt truyện
Eun Dae-gu, Eo Su-seon, Ji Guk và Park Tae-il là 4 cảnh sát mới vào nghề được phân về đồn cảnh sát quận Gangnam, Seoul. Seo Pan-seok, một cảnh sát hình sự có tài, được biết đến là truyền kỳ của ngành cảnh sát Hàn Quốc được giao phụ trách hướng dẫn, đào tạo Dae-gu, Su-seon, Guk và Tae-il trở thành những cảnh sát hình sự chuyên nghiệp.
Là người khó tính và nghiêm túc trong công việc, ngay từ khi nhận quyết định, Pan-seok nhất mực từ chối và phủ nhận mọi thứ về 4 người bạn trẻ. Ông cho rằng không một cảnh sát mới vào nghề nào nên trở thành cảnh sát hình sự. Nhưng theo thời gian, dần dần qua từng vụ việc, ông nhìn thấy được lòng nhiệt huyết, sự tận tâm và tinh thần trách nhiệm, vì chính nghĩa ở bốn bạn trẻ - những điều đáng quý từ họ mà những người bảo vệ công lý đáng phải có. Tuy nhiên, đằng sau câu chuyện và mối quan hệ đặc biệt giữa họ này còn có nhiều uẩn khúc, đặc biệt từ chàng cảnh sát có bộ óc thiên tài Eun Dae-gu...

## Diễn viên

### Diễn viên chính
- Lee Seung-gi vai tuần cảnh Eun Dae-go / Kim Ji-jong (Ân Đại Khâu / Kim Chí Long)[5]
- Cha Seung-won vai đội trưởng/thiếu uý Seo Pan-seok (Từ Phán Tích)[6]
- Ara vai tuần cảnh Eo So-seon (Ngư Tú Thiện)[7]

### Diễn viên phụ
- Park Jeong-min vai tuần cảnh Ji Guk (Trì Quốc)
- An Jae-hyeon vai tuần cảnh Park Tae-il (Phác Thái Nhật)[8]
- Seong Ji-ru vai Lee Eung-do (Lý Ưng Đảo)
- Oh Yun-a vai đội trưởng đội điều tra/thiếu uý Kim Sa-kyung (Kim Tư Khánh)
- Lim Won-hui vai trưởng phòng cảnh sát hình sự/ thượng uý Cha Tae-ho (Xa Thái Hạo)(được thăng chức đồn trưởng đồn Kang Nam/đại uý)
- Seo Yi-sook vai đồn trưởng đồn Kang Nam/ đại uý Kang Seok-soon (Khương Thạch Thuận)
- Song Yeong-gu vai Jo Hyeong-cheol,

cựu cảnh sát, đồng nghiệp của Seo Pan Seok (Triệu Hanh Triệt)
- Jeong Dong-hwan vai nghị sỹ Yoo Mun-bae (Lưu Văn Bồi)
- Moon Hui-gyeong vai Yoo Ae-yeon,

con gái nghị sỹ Yoo Mun-bae (Lưu Ái Nghiên)
- Lee Yi-gyeong vai Shin Gi-jae ,

con trai của Yoong Ae-yeon (Thân Khởi Tại)
- Lee Gi-yeong vai Shin Ji-il (Thân Chí Nhật)
- Oh Yeong-sil vai Jang Hyang-suk (Trương Hương Thục)
- Yang Han-yeol vai Min Su (Mẫn Thù)
- Jeong Sae-hyeong vai Kim Ji-min (Kim Trí Mẫn)
- An Do-gyu vai Kim Ji-yong (hồi bé)
- Ji Woo vai Eo Su-seon (hồi bé)

### Khách mời
- Kim Hui-jeong vai Kim Hwa-yeong [Kim Hoa Anh]: Mẹ của Ji-yong
- Lee Yang-hui vai Cộng sự của Pan-seok
- Choi Yeong-sin vai Yoon Jeong (Doãn Trinh)
- Kim Gang-hyeon vai Kẻ đeo bám Yoon Jeong
- Choi Woo-sik vai Choi Woo-sik (Thôi Vũ Thực)
- Kim Min-ha vai Nữ sinh bị Choi Woo-sik bắt làm con tin
- Choi Woong vai Kim Sin-myeong (Kim Thân Minh)
- An Se-ha vai Lee Yeong-gu (Lý Anh Cửu)
- Kim Ji-yeong vai Lee Hyeon-mi (Lý Huyền Mĩ)
- Lee Geum-ju vai Giám đốc Trại trẻ mồ côi
- Lim Seung-dae vai Kiểm sát Han: Hậu bối và kẻ luôn đối đầu với Pan-seok
- Baek Seung-hyeon vai Song Seok-won (Tống Thạc Nguyên)
- Joo Ho vai Song Seok-gu (Tống Thạc Cửu)
- Han Yu-yi vai Kang Seok-sun (thời trẻ)
- Seo Yun-a vai Seo Gyeong-eun (Từ Khánh Ân)
- Jeong Dong-gyu vai Kwon Hyeok-ju (Quyền Hách Châu)
- Kim Han-jun vai Park Tae-su (Phác Thái Thủ)